# 永田隆馬
永田隆馬（ながた りゅうま、1990年10月9日 - ）は日本の俳優、演出家。所属はフリー。

## 人物・来歴
サイズ・身長182cm・体重64kg・B92-W74-H89。

## 出演

### 舞台
- 淑女のお作法（2013年3月：六行会ホール） - 主演 坂東吾郎 役
- 天帝のはしたなき果実（2014年6月：吉祥寺シアター） - 柏木照穂 役
- 刀神姫抄-TOZINKISHO-（2015年6月：新宿村LIVE） - 角丸 役
- 勇者セイヤンの物語（仮）（2015年9月：千本桜ホール） - 主演 セイヤン 役
- 私私私立下等高等学校〜3年1組異常科専攻〜（2015年12月：池袋GEKIBA） - 演出
- 勇者セイヤンの物語（真）(2016年3月：新宿村LIVE） - 主演 セイヤン 役
- オカシな夜にキカイな涙（2016年10月：上野ストアハウス）- 前田 アキラ 役
- 初等教育ロイヤル（2016年11月：新宿村LIVE）- 山崎くん 役

### 映画
- HOT SPOT「教祖のお作法」（監督：神田裕司）
- HOT SPOT「正義のミカタ」

### CM
- Panasonic
- コカコーラ

### スチール
- パイオニアヘッドフォン

### ラジオ
- サタデイプレミアム（かつしかFM） - ナレーター

### テレビドラマ
- 奪い愛、冬（2017年1月〜3月）　- ウルトラデザイン会社員 役
- いだてん〜東京オリムピック噺〜（2019年）　- 佐野幸之助 役

### ウェブテレビ
- マリキュラム‐出会って1か月で結婚する方法‐（2017年11月16日 - 2018年1月25日、AbemaTV）[2]